# Macey Cruthird
Macey Cruthird (* 12. November 1992 in Baytown, Texas) ist eine US-amerikanische Schauspielerin, die vor allem durch ihre Rolle in der Sitcom Hope and Faith des Senders ABC bekannt wurde.

## Leben und Karriere
Macey Cruthird besuchte die St Joseph’s School of Yorkville in New York.
Ihre Fähigkeiten im Bereich Schauspiel trainierte Cruthird in diversen Workshops in Los Angeles und in Frisco. Letzteres liegt nah an ihrer Geburtsstadt. Sie erschien auch in zahlreichen Werbespots, darunter von Toyota, McDonald’s und TJ Maxx.
Nach ersten Rollen in den Filmen The (Mis)Adventures of Fiona Plum (2001) und House Blend (2002), hatte sie von 2003 bis 2006 in Hope and Faith die Hauptrolle der Hayley Shanowski, der Tochter von Faith Ford und Ted McGinley, inne. Für diese Rolle wurde sie 2004 und 2006 für einen Young Artist Award nominiert. Während ihrer Serienrolle spielte sie 2005 an der Seite von Jordan-Claire Green, Paul Dooley und Thomas Gibson eine größere Rolle im Film Come Away Home. Nach einem Auftritt in Hawthorne war sie von 2010 bis 2011 als Megan in Two and a Half Men zu sehen. Dort verkörperte sie die Freundin von Jake (Angus T. Jones). 2013 war sie in einer Folge von Navy CIS: L.A. zu Gast.

## Filmografie (Auswahl)
- 2001: The (Mis)Adventures of Fiona Plum
- 2002: House Blend
- 2003–2006: Hope and Faith (Hope & Faith, Fernsehserie, 58 Folgen)
- 2005: Come Away Home
- 2007: Deeply Irresponsible
- 2010: Hawthorne (HawthoRNe, Fernsehserie, Folge 2x07)
- 2010–2011: Two and a Half Men (Fernsehserie, 4 Folgen)
- 2013: Navy CIS: L.A. (NCIS: Los Angeles, Fernsehserie, Folge 4x11)